# Fissidens arnoldii
Fissidens arnoldii är en bladmossart som beskrevs av Johannes Friedrich Ruthe 1870. Fissidens arnoldii ingår i släktet fickmossor, och familjen Fissidentaceae. Inga underarter finns listade i Catalogue of Life.